# 勧修寺経茂
勧修寺 経茂（かじゅうじ つねしげ）は、室町時代中期から戦国時代にかけての公卿。官位は正二位・権中納言。勧修寺家8代当主。

## 経歴
永享2年（1430年）、参議・勧修寺経直の子として誕生。
長禄4年（1460年）12月5日、参議に任じられる。
応仁の乱の戦火を逃れて京から脱出したが、その風体は乞食の様だったという。

## 系譜
- 父：勧修寺経直（?-1449）
- 母：不詳
- 養父：勧修寺教秀（1426-1496）
- 妻：不詳
  - 男子：坊城俊名 - 坊城俊顕の養子
- 養子
  - 男子：勧修寺政顕（1452-1522） - 勧修寺教秀の子